# Тумо (образовательный центр)
Центр креативных технологий «Tumo» (арм. Թումո ստեղծարար տեխնոլոգիաների կենտրոն) — образовательный центр для подростков в возрасте от 12 до 18 лет, специализирующийся на технологиях и дизайне. Штаб-квартира (главный филиал) находится в Ереване, Армения. Также филиалы находятся в Москве, Париже, Бейруте, Берлине, Тиране, Киеве.

## История

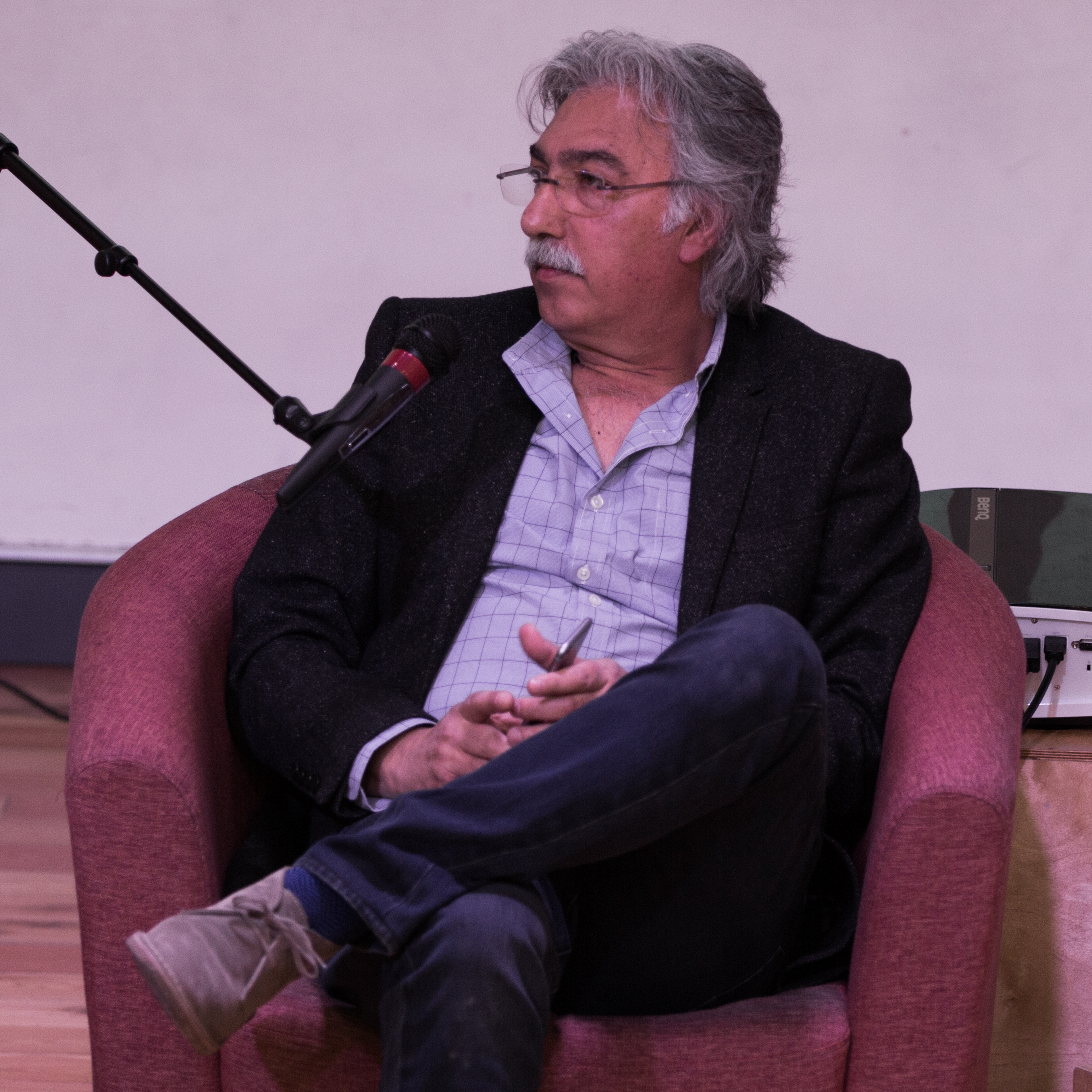
Сэм Симонян на панельной дискуссии AGBU в Ереване (апрель 2015)

«Tumo» изначально задумывался как центр послешкольного образования для подростков. Основателем центра стал американский предприниматель армянского происхождения Сэм Симонян, а также Сильва Симонян. Строительство центра началось в 2003 году, закончилось в 2009—2010 годах. Торжественное открытие центра «Tumo» состоялось 14 августа 2011 года и сопровождалось концертом рок-музыкантов Сержа Танкяна и Dorians.
Генеральный директор «Tumo» — Мари Лу Папазян, которая разработала его образовательную программу и возглавила усилия по проектированию и строительству первого объекта центра в Ереване. До того как возглавить «Tumo», Папазян возглавляла Фонд «Education for Development Foundation», который объединил студентов из Армении и диаспоры с помощью онлайн-образовательных программ. Папазян получила степень магистра вычислительной техники в педагогическом колледже Колумбийского университета, а также дополнительную степень в области инженерии и управления строительством (при этом Папазян помогала в строительстве нескольких известных высотных зданий в Нью-Йорке).
За первые 5 лет существования центра в нём прошли обучение более 10 тысяч человек, через 4 года количество окончивших студентов дошло до 50 тысяч во всём мире. В 2016 году центр креативных технологий «Tumo» оказался на первом месте рейтинга инновационных школ мира, составленного французским журналом We demain. В разное время центр посещали Джон Малкович, Канье Уэст, Даррен Аронофски, Ангела Меркель, Наталья Водянова, Эммануэль Макрон и другие мировые лидеры в своих индустриях.

#### Консультативный совет центра
- Майкл Арам (основатель «Michael Aram»)
- Рэв Лебаредиян (Вице-президент «NVIDIA»)
- Раффи Крикорян («Emerson Collective», «Uber», «Twitter»)
- Роджер Купелян («VFX Artist», «Fugitive Studios»)
- Пегор Папазян (Генеральный директор «Bazillion Beings»)
- Кэтрин Сарафян (Продюсер «Pixar»)
- Алекс Серопян (Генеральный директор «Industrial toys»)
- Серж Танкян (солист «System of a Down»)

## Обучение

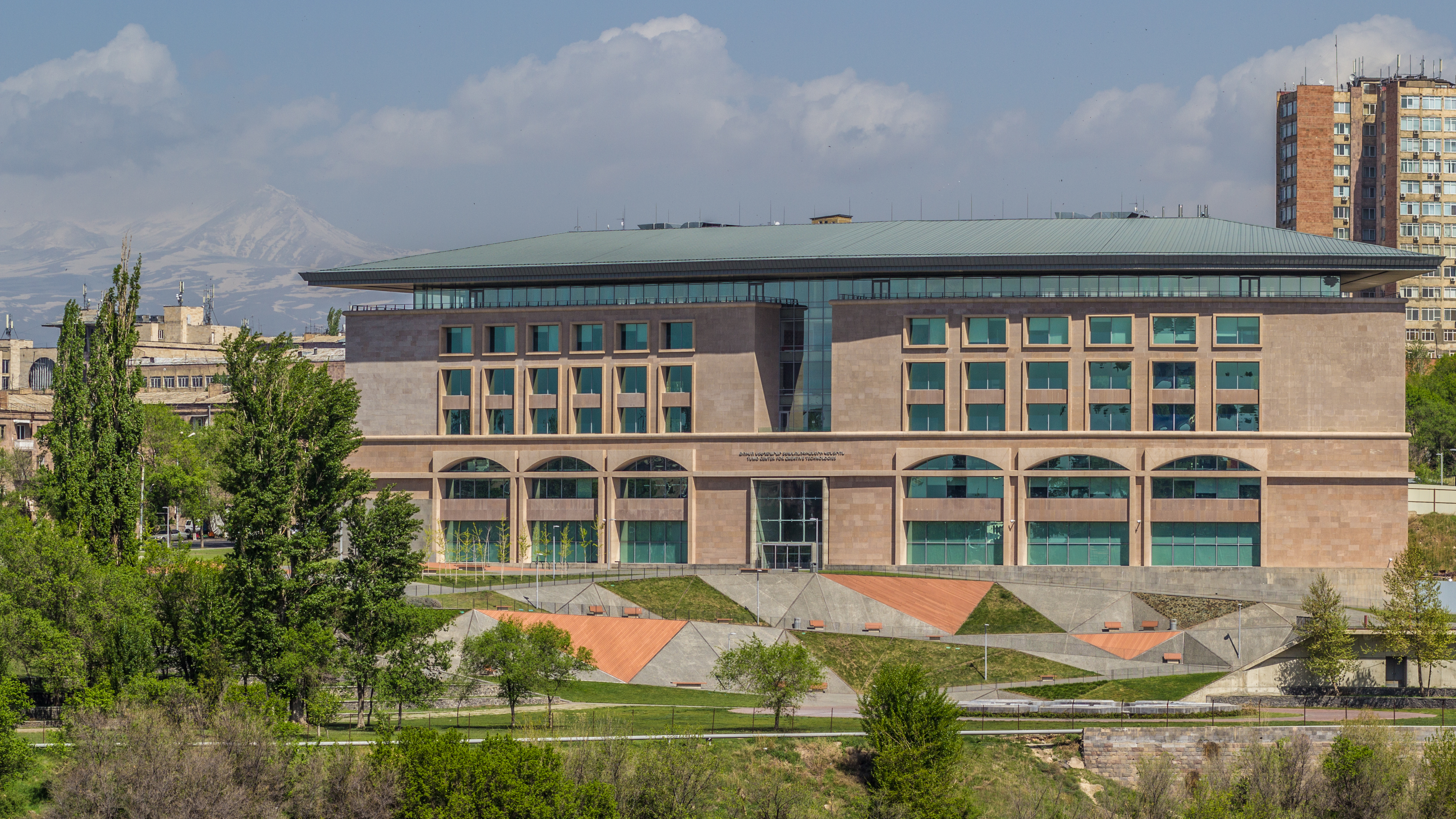

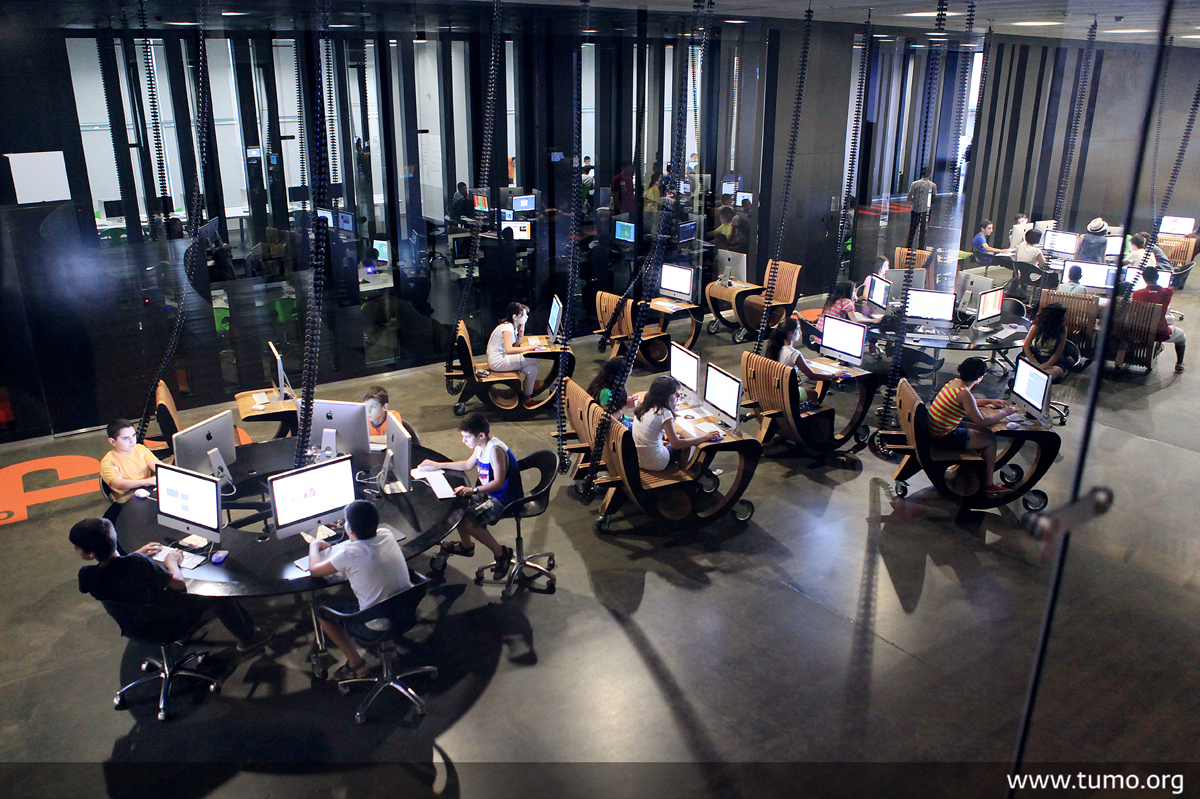

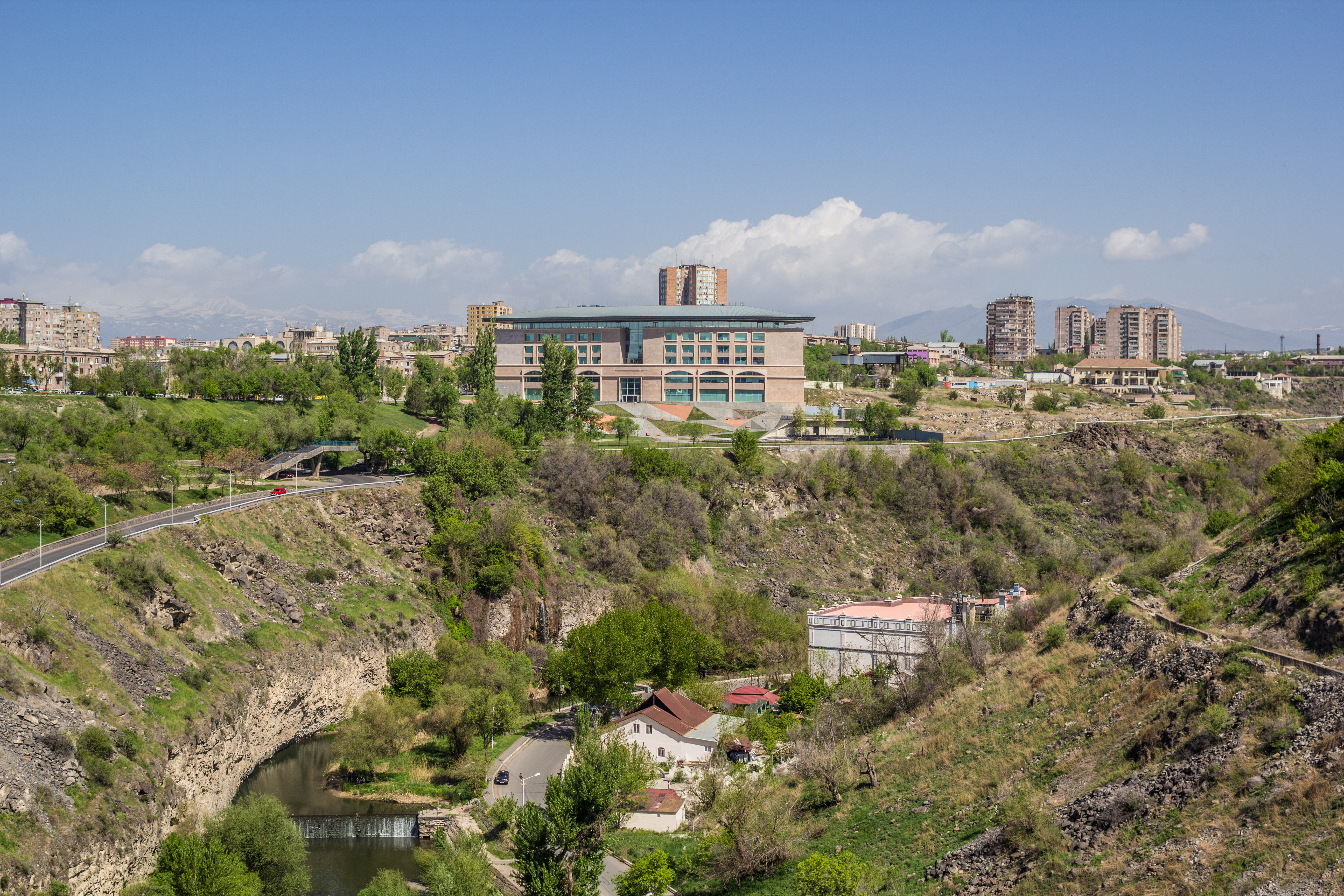
Центр «Тумо» расположен у долины реки Раздан рядом с парком имени Туманяна

Обучение в центре организовано по основным четырём направлениям: анимация, разработка игр, веб-разработка и цифровые средства массовой информации. Также уделяется внимание занятиям танцами, рисования, спортом и музыкой. Уроки по обязательной дисциплине проходят один раз в неделю, также можно выбрать доп. день, который зависит от основного. Цикл обучения длится два года. Не считая основных направлений обучения, есть и дополнительные, такие как: создание кино, писательство, графический дизайн, 3D-моделирование, программирование, роботехника, анимационная графика, фотография, новые медиа, сторителлинг.
Центр «Tumo» в Ереване занимает площадь 6000 квадратных метров на первых двух этажах современного здания, спроектированного ливанским архитектором Бернаром Хури. Остальные этажи сдаются в аренду, из этих доходов формируется бюджет центра.

## Расширение и открытие новых филиалов
В январе 2013 года, при поддержке Центрального банка Армении, «Tumo» открыл программу обучения в Дилижане. В партнёрстве со всеармянским благотворительным союзом, «Tumo» открыл филиал в Гюмри в мае 2015 года. В сентябре 2015 года был открыт филиал в городе Степанакерт в Нагорном Карабахе. Строительства центров идут полным ходом в Кохбе и Масисе. Планируется открыть центры в Берлине, Киеве, Калифорнии, Токио, Нур-Султане.
В 2018 году по инициативе Анн Идальго школа «Tumo» открылась в Париже. Во время своего визита в Ереван в январе 2018 года мэр Парижа с восхищением высказалась о центре, проинформировав президента, что в текущем году планируется создать в Париже центр по примеру армянского проекта, который станет ещё одним мостом двусторонней дружбы. В парижском «Tumo» будут обучаться 4000 учеников.
Второй центр «Tumo» за пределами Армении был открыт в Бейруте в 2018 году.
26 августа 2020 года филиал центра открылся в Москве. В московском филиале школы обучение смогут проходить до 2000 детей в месяц. Стоимость обучения здесь составляет 40.000 руб./мес. (согласно пункта тарифного плана). В отличие от Tumo в Армении — там бесплатно. По словам мэра города Сергея Собянина, который открывал отделение центра «в Москве впервые появилась школа по направлению дизайн, медиа и создание игр» и выразил уверенность, что расположенная в Пресненском районе международная школа будет пользоваться большим спросом, а также поблагодарил предпринимателей, занимающихся подобным форматом творческого образования.
В октябре 2020 года филиал центра открылся в столице Албании — Тиране. Он временно расположен в бизнес-центре «Arena», на самом большом стадионе Албании. После реконструкции центр переедет в Пирамиду Тираны. «Tumo» в Тиране был открыт в сотрудничестве с Американо-Албанским Фондом развития и муниципалитетом Тираны. ТУМО Тирана — первый центр ТУМО на Балканах.
В ноябре 2020 года филиал центра открылся в Берлине, занимает четыре этажа в совершенно новом здании, расположенном в историческом районе Шарлоттенбург. Более 1000 студентов получат возможность учиться в пятом международном центре «Tumo», который предлагает передовую программу по 10 учебным целям. Официальное открытие запланировано на 2021 год.
В сентябре 2021 года филиал центра открылся в Киеве.

## TUMO Box
Проект «TUMO Box» был анонсирован в 2019 году. «ТУМО боксы» будут функционировать как спутниковые центры беспроводного подключения. Этот проект позволит сельской армянской молодежи за пределами непосредственной близости к филиалу получить доступ к образовательной программе. «ТУМО бокс» является мобильным и может быть легко установлен в любом городе или деревне, функционируя как центр самообучения для местной молодёжи. После завершения самостоятельной работы в местном отделении «TUMO Box», студенты отправляются в ближайший филиал «Tumo» для проведения специализированных семинаров и проектных лабораторий.
18 декабря 2020 года в Гаваре был открыт первый «ТУМО бокс». Директор центра Мари Лу Папазян отметила, что в ближайшие дни очередной «ТУМО бокс» откроется в приграничном городе Берд Тавушского марза Республики Армения. Согласно сообщению центра, каждый учебный пункт «ТУМО бокс» предоставляет возможность получить образование в сфере технологий и дизайна ежегодно 320 учащимся. 28 декабря того же года открылся «ТУМО бокс» в Берде.

## Camp TUMO
Ежегодный летний лагерь, который проводится с 2012 года. Лагерь позволяет подросткам со всего мира ознакомиться с учебным планом, одновременно повышая свой уровень знаний и умений по нескольким учебным дисциплинам. Кроме того, скауты принимают участие в играх и различных мероприятиях, а также получают возможность посетить многочисленные историко-культурные достопримечательности Армении.
Лагерь «Tumo» — единственный источник финансирования центра. Все доходы от лагеря направляются на развитие образования в Армении и обеспечение бесплатного доступа к учебным центрам «Tumo» для более чем 10 тысяч постоянных студентов в Армении и Нагорном Карабахе.

## Награды
- В 2016 году центр креативных технологий «Tumo» оказался на первом месте рейтинга инновационных школ мира, составленного французским журналом «We demain[фр.]», обойдя «AltSchool» в Силиконовой долине, «Kindergarten» в Токио и «Steve Jobs School» в Нидерландах.
- «Tales of NETO», сотрудничающая с «Tumo» и Европейским Союзом, в 2017 году вручила центру премию «N. I. C. E. award» в Германии за инновации. «Tales of NETO» — популярная мобильная игра, направленная на просвещение пользователей об опасностях коррупции.
- 19 февраля 2018 года центру была вручена премия «Implementation of the Digital Century» (Внедрение цифрового века) на форуме Всемирного конгресса по информационным технологиям (WCIT) в Хайдарабаде, Индия.
- Центр «Tumo» получил премию Europa Nostra Award 2019 года в области образования, обучения и распространения. Премия присуждается организациям и частным лицам, внесшим значительный вклад в области охраны природы, научных исследований и самоотверженного служения.
- Генеральный директор «Tumo» Мари Лу Папазян была награждена Орденом Академических пальм в Париже 15 мая 2019 года. Премию Папазян вручила мэр Парижа — Анн Идальго. Орден Академических пальм признаёт значительный вклад в науку и образование.
- «Tumo» получил премию Europa Nostra 2019 года в области образования, обучения и информационно-пропагандистской деятельности. Награда присуждается организациям и частным лицам, которые вносят значительный вклад в области охраны природы, исследований и самоотверженного служения.